# Supayalat

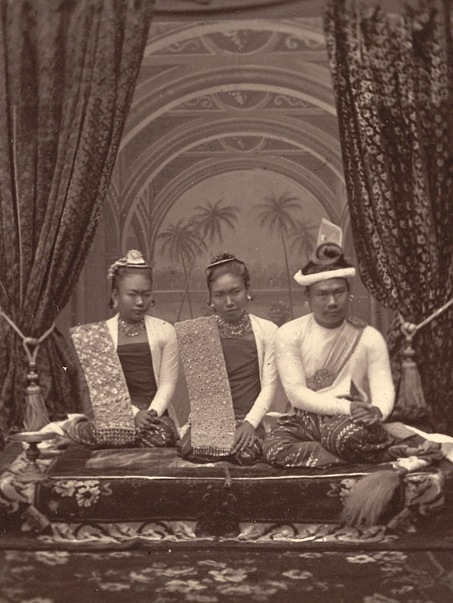
Königin Supayalat, neben König Thibaw und ihrer Schwester Prinzessin Supayaji

Hteik Supayalat (birmanisch စုဖုရားလတ်, offiziell Sri Suriya Prabha Ratna Devi သီရိပဘာ ရတနာဒေဝီ, auch Prinzessin Myadaung; * 13. Dezember 1859 in Mandalay, Birma; † 24. November 1925 in Rangun, Britisch-Indien) war die letzte Königin der Konbaung-Dynastie in Birma. 

## Biografie
Supayalat war eine Tochter des Königs Mindon Min und dessen Frau Alenandaw, auch Hsinbyumashin genannt.
Supayalat wurde mit ihrem Halbbruder Thibaw Min verheiratet, der 1878 als letzter König der Konbaung-Dynastie auf den Thron gesetzt wurde. Sie ist besonders durch das von ihr inszenierte Massaker an achtzig bis hundert Mitgliedern der königlichen Familie bekannt geworden, durch das sie potenzielle Rivalen um die Thronfolge ausschaltete. Sie lehnte stets jede Kenntnis eines solchen Plans ab, verwies auf ihre Mutter und einige Minister, einschließlich des Kanzlers Kinwun Mingyi U Kaung.
Supayalat wird als starke Persönlichkeit geschildert, die sich auch beim Anblick blanker Waffen furchtlos zeigte, im Gegensatz zu ihrem Mann, König Thibaw Min. Zusammen mit diesem wurde sie nach der Niederlage des oberen Birma gegen die Briten zunächst nach Ceylon und schließlich Ratnagiri bei Bombay, dem heutigen Mumbai (Indien), ins Exil geschickt. Sie kehrte 1919 nach Rangun zurück und starb dort am 25. November 1925.